# Aston Martin 2-Litre Sports
Aston Martin 2-litre Sports är en sportbil, tillverkad av den brittiska biltillverkaren Aston Martin mellan 1948 och 1950. 
Under andra världskriget arbetade Aston Martin på en prototyp kallad Atom. Företaget hade inga resurser att sätta bilen i produktion efter kriget och det var först efter David Browns uppköp 1947 som produktionen kunde starta. Bilen presenterades på London Motor Show 1948 och tillverkades i 16 exemplar. 
Efter introduktionen av efterträdaren DB2 har modellen blivit känd som DB1.
Motor:
| Motor              | Cylindervolym | Effekt | Bränsle           |
| ------------------ | ------------- | ------ | ----------------- |
| 4-cyl radmotor ohv | 1970 cm³      | 90 hk  | 2 st SU förgasare |